# 깟바랑구르
깟바랑구르(Trachypithecus poliocephalus)는 루뚱원숭이속에 속하는 구세계원숭이의 일종이다. 베트남의 깟바섬에서 발견되는 멸종 위급종이다. 세계에서 가장 희귀한 영장류 중 하나로, 아마도 아시아에서 가장 희귀한 영장류일 수도 있다. 개체 수는 70마리 미만으로 추산된다.

## 분류학
깟바랑구르는 1995년까지 프랑수아랑구르(T. francoisi)의 아종으로 간주되었다. 또한 중국의 흰머리랑구르는 2007년까지 깟바랑구르의 아종으로 간주되었다.

## 특징
깟바랑구르와 흰머리랑구르는 모두 전반적으로 검은색이지만, 깟바랑구르의 정수리, 뺨, 목은 황색을 띠고 흰머리랑구르는 학명에서 알 수 있듯이 흰색이다. 깟바랑구르 보전 프로젝트에 따르면, 깟바랑구르의 피부는 검은색이고 털색은 짙은 갈색이다. 머리와 어깨는 밝은 황금색부터 황백색까지 띤다. 꼬리는 몸 크기(약 50cm)에 비해 매우 길다(약 85cm). 새끼는 황금빛 주황색이며 털색은 생후 4개월쯤부터 변하기 시작한다. 수컷과 암컷이 비슷해 보인다. 2012년 서식지를 옮길 때 잡힌 성체 암컷 두 마리의 무게는 각각 9kg이 약간 넘었다.
베트남 깟바섬에 서식하는 깟바랑구르는 멸종 위기에 처한 영장류 25종 중 하나이다. 그러나 보존 노력으로 멸종을 막고 있으며, 2003년 개체 수가 40마리에 불과했던 것에 비해 개체 수가 크게 증가했다. 최근까지 깟바랑구르는 별도의 종이 아니라 다른 두 루뚱원숭이 종 중 하나의 아종으로 여겨졌다. 깟바랑구르는 주행성 동물이며 약 4마리에서 18마리 정도씩 무리를 지어 이동한다. 깟바섬 대부분을 차지하는 가파른 석회암 절벽을 선호한다. 깟바랑구르가 서식하는 대부분의 지역은 사람이 걸어서 접근할 수 없다. 깟바랑구르는 하루 중 약 66%의 시간을 휴식에 사용하고 나머지 시간은 이동하거나 채집, 사교 활동에 사용하며, 분포 지역은 여름과 겨울에 차이를 보인다. 겨울에는 더 적게 먹고 더 많이 쉬며, 여름에는 그 반대다.
깟바섬의 제한된 자원으로 인해 깟바랑구르는 여러 가지 독특한 행동과 적응 능력을 발달시켰는데, 그중 하나가 바닷물을 안전하게 섭취하는 능력이다. 2024년 말, 독일 영장류 센터(괴팅겐에 있는 라이프니츠 영장류 연구소)와 라이프치히 동물원은 염분에 대한 더 높은 내성을 제공하는 잠재적인 유전적 적응을 다룬 연구를 발표했다.

## 서식지
깟바섬은 깟바 군도에서 가장 큰 섬으로, 366개의 작은 섬과 조수에 노출된 암석으로 둘러싸여 있다. 프랑수아랑구르(T. francoisi) 군에 속하는 이 사회적 주행성 원숭이는 석회암 숲에서 발견된다. 심각한 멸종 위기에 처한 이 랑구르는 할롱만 근처, 특히 깟바 섬에 서식하기 때문에 "깟바랑구르"라는 일반명이 붙었다. 이 지역은 바닷물에 침식된 카르스트 지형으로 알려져 있다. 지형은 침식으로 깎인 석회암으로 이루어져 있으며, 이로 인해 능선, 탑, 균열, 싱크홀 등 다양한 지형이 형성되었다. 깟바랑구르는 주행성 동물로 석회암 서식지에 적응했다. 랑구르가 사용하는 수면 동굴, 암초, 돌출부는 포식자와 극한의 날씨로부터 자신을 보호하는 데 사용되는 것으로 여겨진다. 접근 가능한 동굴은 사람들이 잠자는 랑구르를 잡거나 죽이는 사냥터로 사용되었다.
깟바랑구르는 석회암 구릉지대 위의 습한 열대우림에 서식하며, 베트남 다른 지역에서 발견되는 프랑수아랑구르군의 다른 6~7개 속이 서식하는 서식지이다. 여름에는 날씨가 따뜻하고 비가 많이 내리며 평균 기온은 25°C이다. 겨울에는 보통 춥고 비가 거의 내리지 않으며, 평균 기온은 20°C 미만이다. 깟바섬에는 강이나 하천이 없고 영구적인 담수 연못도 없기 때문에, 랑구르는 바위 주머니에 고인 빗물과 초목에서 얻은 수분을 섭취한다. 우기에는 일시적으로 지표면에 하천이 형성되었다가 동굴과 지하 통로로 빠르게 빠져나간다. 토양은 토착 석회암 기반암의 침식과 초목의 유기물 파편으로 만들어진다. 깟바랑구르는 무리를 지어 생활하며, 보통 수컷 한 마리와 암컷 여러 마리, 그리고 그들의 새끼로 구성된다. 각 무리는 각자의 영역을 가지고 있으며, 무리의 위치를 정하는 성체 수컷이 이를 방어한다. 암컷은 보통 2~3년마다 새끼를 한 마리씩 낳으며, 새끼는 4~6세에 성체가 된다. 랑구르의 평균 수명은 25년이다. 랑구르의 환경은 랑구르에게 수목과 육상 서식지를 제공할 뿐만 아니라, 잎을 주식으로 하는 먹이 구성에서 필요한 영양소도 제공한다. 주로 잎으로 구성되지만, 신선한 새싹, 꽃, 나무껍질, 그리고 일부 과일도 포함된다. 잎은 랑구르의 먹이에서 70% 이상을 차지한다.
분포와 개체수가 매우 작음에도 불구하고 연구에 따르면 깟바랑구르는 적어도 최근 플라이스토세인 약 12,000년 전 이후로 깟바섬에 계속 서식했으며 최고조에 달했을 때 조차 개체수가 4,000~5,000마리를 넘지 않았다.

## 보존 상태
깟바랑구르는 세계에서 멸종 위험이 가장 높은 25종의 영장류 중 하나로 지정되어 있으며 지난 3세대 동안 개체 수가 80% 감소한 것으로 추정된다. 전 세계적으로 70마리 미만이 남아 있는 것으로 추정된다.
2000년 11월, 뮌스터 동물원과 종 및 개체군 보존을 위한 동물학회(ZSCSP)는 깟바랑구르 보존 프로젝트를 시작했다. 깟바랑구르의 분포 지역은 1986년 국립공원으로 지정되었지만, 밀렵과 개체수 감소는 멈추지 않았다. 2006년까지 전체 개체수의 약 30%가 국립공원 외부에 서식하고 있다. 2006년에는 깟바 국립공원이 깟바랑구르 전체 개체군을 포함하도록 확대되었고, 베트남 법률에 따라 가장 엄격한 보호를 제공하기 위해 특별 보호 구역이 지정되었다.
국립공원 내 깟바섬 동쪽 해안에 위치한 반도에는 엄격하게 보호되는 보호구역이 있으며, 이 반도는 전체 인구의 약 40%를 보호하고 있다. 경계는 차단 부표와 금지 표지판으로 고정되어 있다. 또한, 해당 지역의 순찰대원 수를 늘리는 조치도 취해졌다. 지역 주민, 특히 어부들에게 이 사실을 알리고, 순찰대원들에게 밀렵꾼을 쫓아내고 발견된 밀렵 장비를 압수할 수 있는 권한을 부여했다. 기존 및 잠재적인 동굴과 사냥터는 모두 등록, 규제, 관리된다.
2001년 말, 깟바랑구르에 대한 사냥은 더 이상 이루어지지 않았다. 보존 활동이 시작된 이후 9마리의 랑구르가 태어났고, 자연사한 개체는 3마리뿐이다.
석회암 서식지의 적절한 보존을 통해 깟바랑구르의 최대 개체 수는 회복될 것으로 예상된다. 현재 베트남 꾹프엉 국립공원의 멸종위기 영장류 센터에는 3마리의 깟바 랑구르가 보호되고 있다.

## 생존 위협
깟바랑구르 사냥은 예전에는 흔한 일이었다. 사냥의 주된 목적은 전통 의약품 산업에 필요한 물자를 공급하는 것이었다. 깟바랑구르는 발기부전과 기타 건강 문제에 도움이 된다고 알려진 "원숭이 연고"를 만드는 데 사용되었다. 랑구르의 개체 수가 매우 적어 사냥에는 2주에서 4주가 걸린다. 사냥꾼은 랑구르 한 마리로 최대 50달러를 벌 수 있는데, 1인당 연평균 소득이 350달러 미만인 것을 고려하면 상당한 수입이다. 랑구르를 찾기가 매우 어렵기 때문에 밀렵꾼들은 랑구르 한 마리를 잡으려는 의도로 사냥에 나서지 않고, 해당 지역의 다른 동물을 사냥하다가 우연히 잡는 경우가 많다. 1970년부터 1986년까지 약 500마리에서 800마리까지의 랑구르가 사냥된 것으로 추정된다.